# Bohartia munda
Bohartia munda är en tvåvingeart som beskrevs av Adisoemarto och Wood 1975. Bohartia munda ingår i släktet Bohartia och familjen rovflugor.
Artens utbredningsområde är Kalifornien. Inga underarter finns listade i Catalogue of Life.